# Seneghe
Seneghe é uma comuna italiana da região da Sardenha, província de Oristano, com cerca de 1.972 habitantes. Estende-se por uma área de 57 km², tendo uma densidade populacional de 35 hab/km². Faz fronteira com Bonarcado, Cuglieri, Milis, Narbolia, San Vero Milis, Santu Lussurgiu.